# Ludwig Hohlwein
Ludwig Hohlwein est un architecte et plasticien allemand, né à Wiesbaden le 27 juillet 1874 et mort à Berchtesgaden le 15 septembre 1949. Il reste l'un des affichistes et graphistes les plus prolifiques et les plus inventifs du début du XXe siècle.

## Biographie

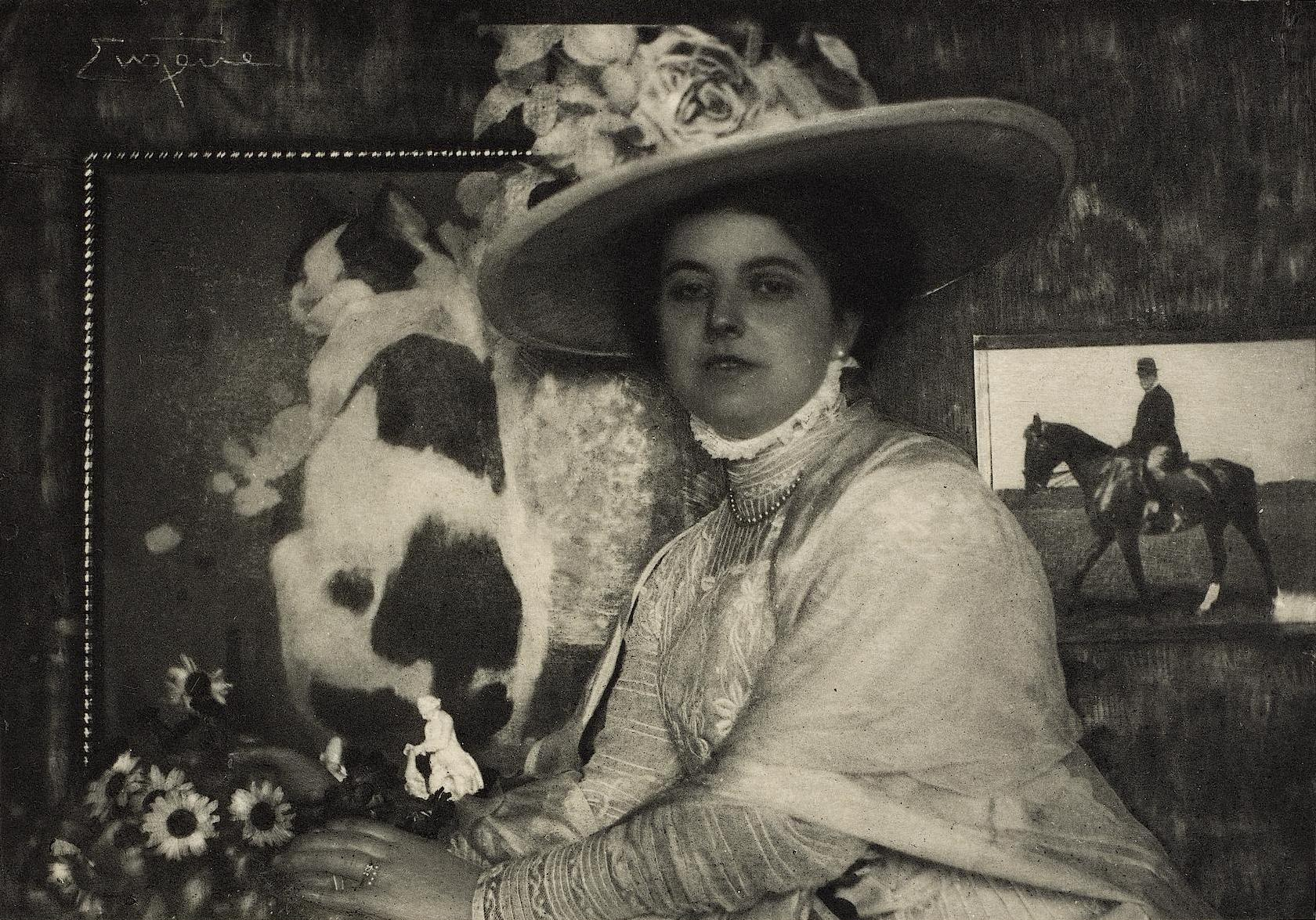
Leoni, l'épouse de Ludwig Holwein, en 1910.

Ludwig Hohlwein entre comme étudiant en architecture à l'Université technique de Munich. Il réalise ses premières illustrations pour le journal de l'association Akademische Architektenverein. Il devient dessinateur technique pour des revues spécialisées. L'Allemagne est alors en plein mouvement Jugendstil. Le jeune homme décide de voyager, d'abord à Londres (où il voit sans doute les travaux des Beggarstaffs) puis à Paris, avant de revenir s'installer à Munich en tant qu'architecte pour des particuliers ou sur de gros chantiers (hôtel, urbanisme ou paquebot).
En 1901, il se marie avec Leoni Dorr avec qui il aura deux enfants. 1905 est une année charnière : après avoir exposé quelques travaux personnels (gravures, peintures), il remporte différents concours publicitaires. L'Exposition artistique de Berlin, les chocolats Ludwig Stollwerck et le producteur de vins mousseux Otto Henkell lui passent commande de ses premières affiches. Bon cavalier et féru de chasse, il conçoit en 1906 l'affiche Ausstellung für Jagd und Schiesswesen.

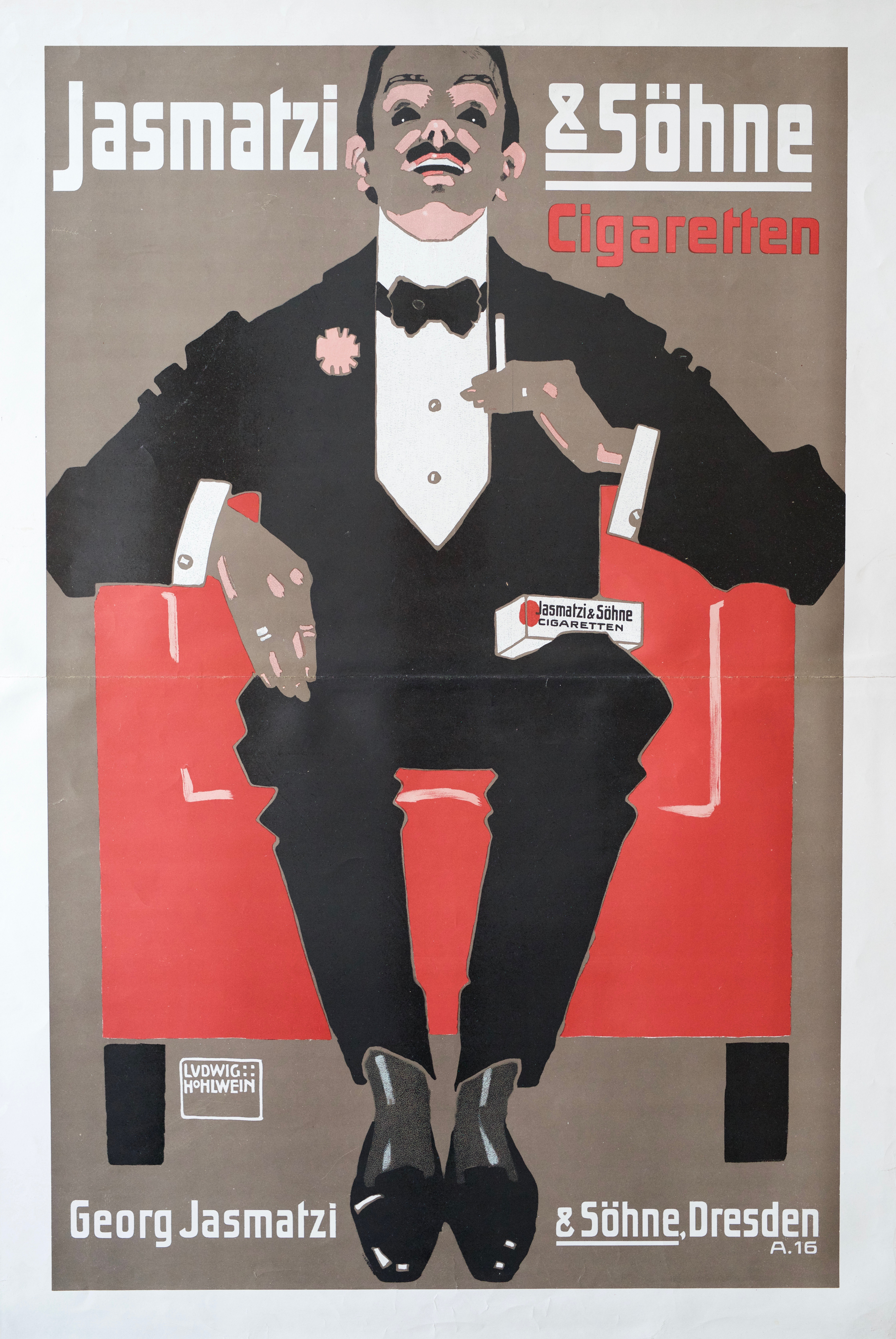
Publicité pour l'usine de cigarettes Jasmatzi (1908)

Peu à peu, il développe un style qui lui est propre et qui rejoint le Plakatstil ou Sachplakat, propre à des artistes comme Lucian Bernhard ou Julius Klinger. Ce mouvement est né à Berlin et correspond à l'âge d'or de l'affiche allemande, presque vingt ans après l'apparition des premières affiches lithographiées artistiques en couleurs dont Jules Chéret fut l'un des grands promoteurs. Vers 1924, Hohlwein a déjà produit près de trois mille affiches et son influence déborde largement des frontières de l’Allemagne. Il est un collaborateur régulier de Das Plakat (1910-1921).
En rupture, le « style Hohlwein » se reconnaît par son utilisation, autour d'un objet simple (animal, chaussure, etc.), de clairs-obscurs francs et de contrastes affirmés façon « pochoir ». Il a recours à des aplats de couleurs vives, parfois au détourage, et imite la technique du découpage. L'une de ses plus célèbres affiches demeure sans doute Pelikan (fabricant d'encre, 1926) où sur un fond noir apparaissent les empreintes de trois mains en rouge, vert et bleu. La signature de Ludwig Hohlwein, visible sur la plupart de ses créations, a évolué au cours du temps. Les dernières versions sont constituées de deux lignes diagonales prolongeant le tréma du « ü » de München, reliant sa ville natale à son nom.

## Hohlwein et le nazisme
En 1931, Hohlwein décline l'offre qui lui est faite de venir travailler aux États-Unis. En 1933, il adhère au NSDAP, pour lequel il avait exécuté de nombreuses commandes juste avant l'accession au pouvoir du parti nazi. Pendant la période du national-socialisme, Hohlwein et le photographe Heinrich Hoffmann conçoivent l'identité visuelle des Jeux olympiques de 1936. Entre 1937 et 1942, il réalise plusieurs séries de timbres-poste. Après 1945, il fut interdit d'exercer jusqu'en février 1946.